# 1987年臺灣
|        | 臺灣歷史 \| 台灣歷史年表 |
| 世纪： | 19世纪臺灣 \| 20世纪臺灣 \| 21世纪臺灣 |
| 年代： | 1950年代臺灣 \| 1960年代臺灣 \| 1970年代臺灣 \| 1980年代臺灣 \| 1990年代臺灣 \| 2000年代臺灣 \| 2010年代臺灣                                           |
| 年份： | 1982年臺灣 \| 1983年臺灣 \| 1984年臺灣 \| 1985年臺灣 \| 1986年臺灣 \| 1987年臺灣 \| 1988年臺灣 \| 1989年臺灣 \| 1990年臺灣 \| 1991年臺灣 \| 1992年臺灣 |
| 纪年： | 丁卯年（兔年）、中華民國76年 |

1987年臺灣是1987年的臺灣大小事。

## 政府

### 國家正副元首

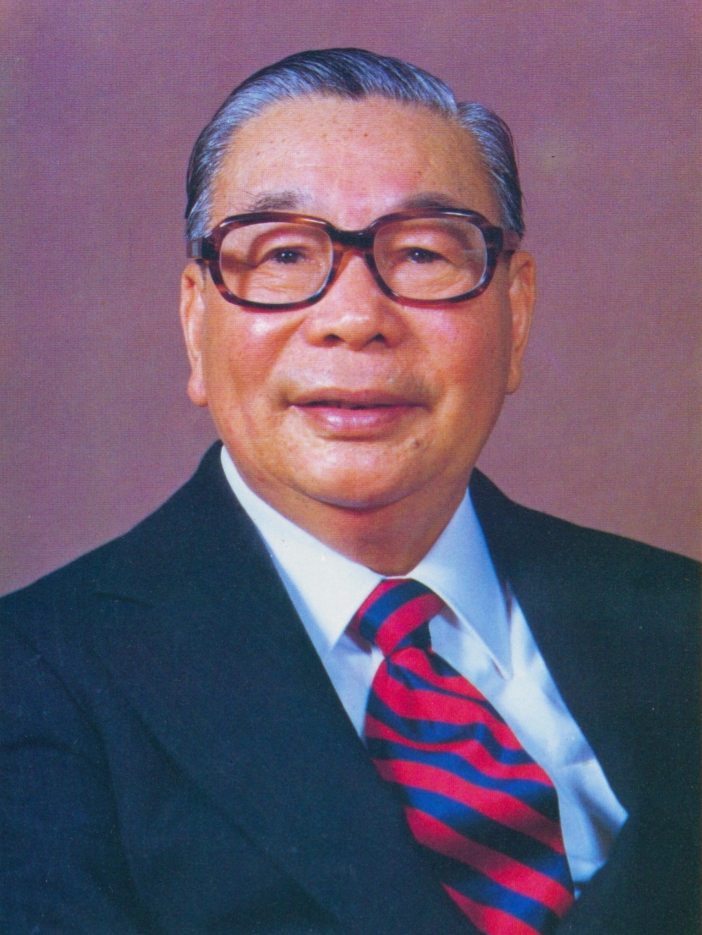
總統：蔣經國
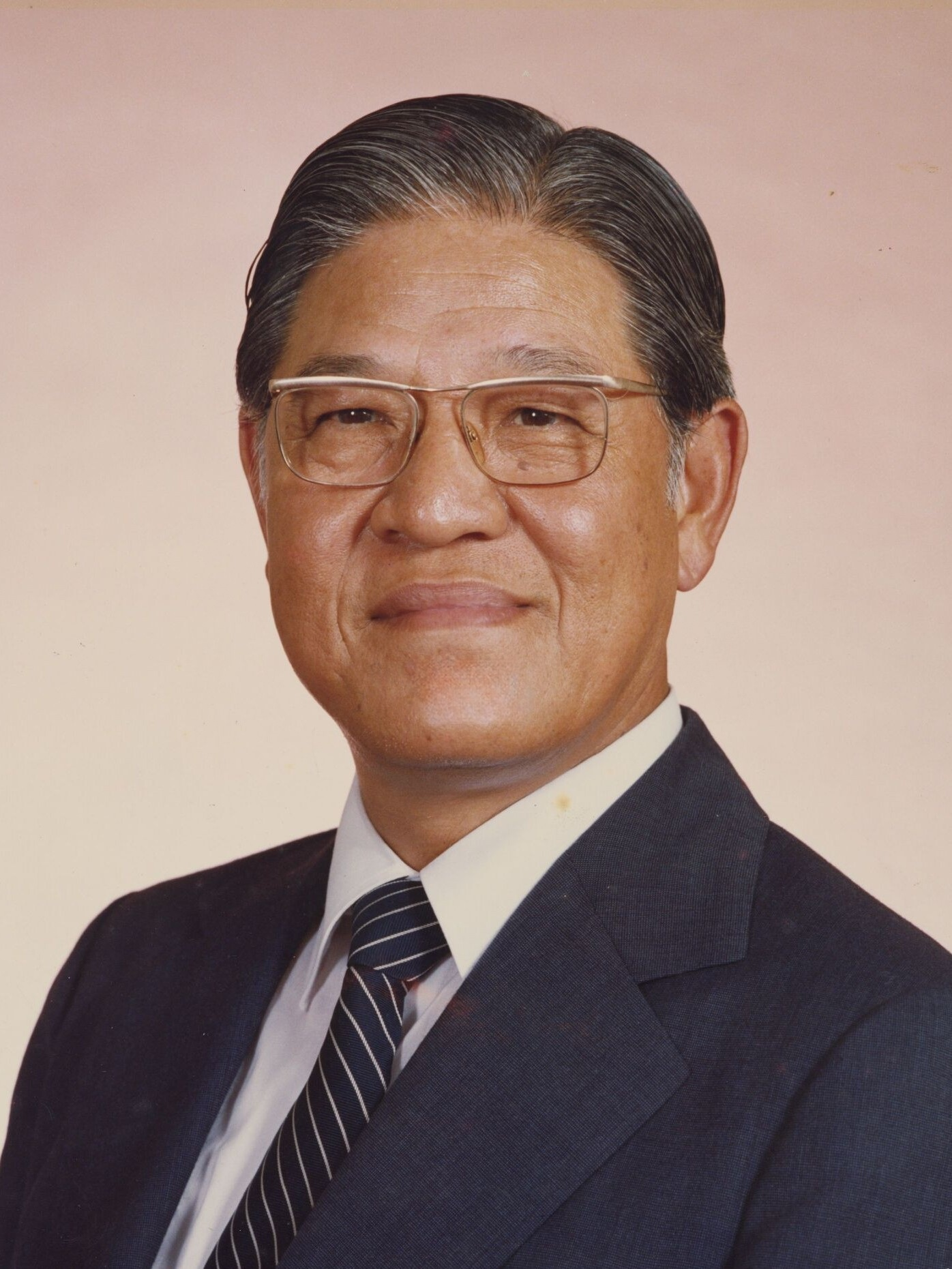
副總統：李登輝

### 五院首長

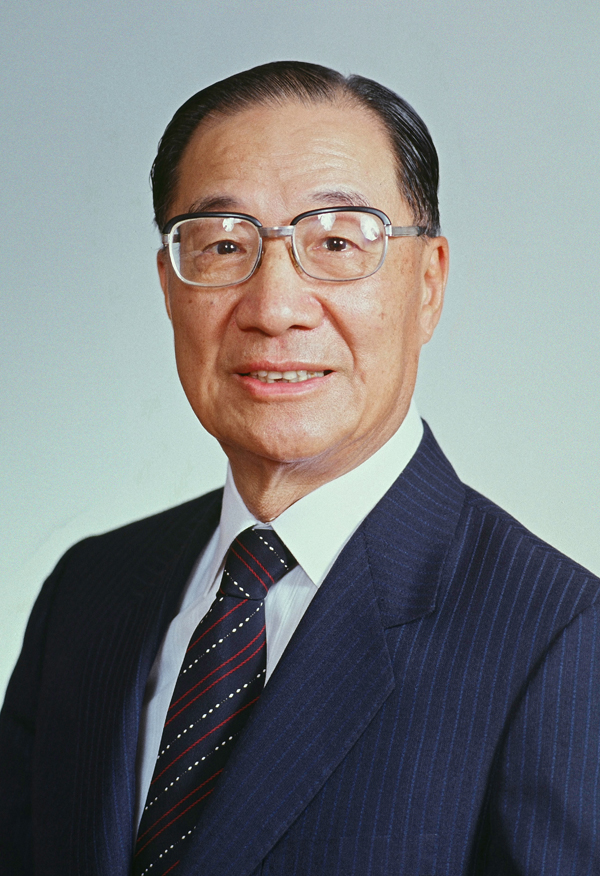
行政院院長：俞國華
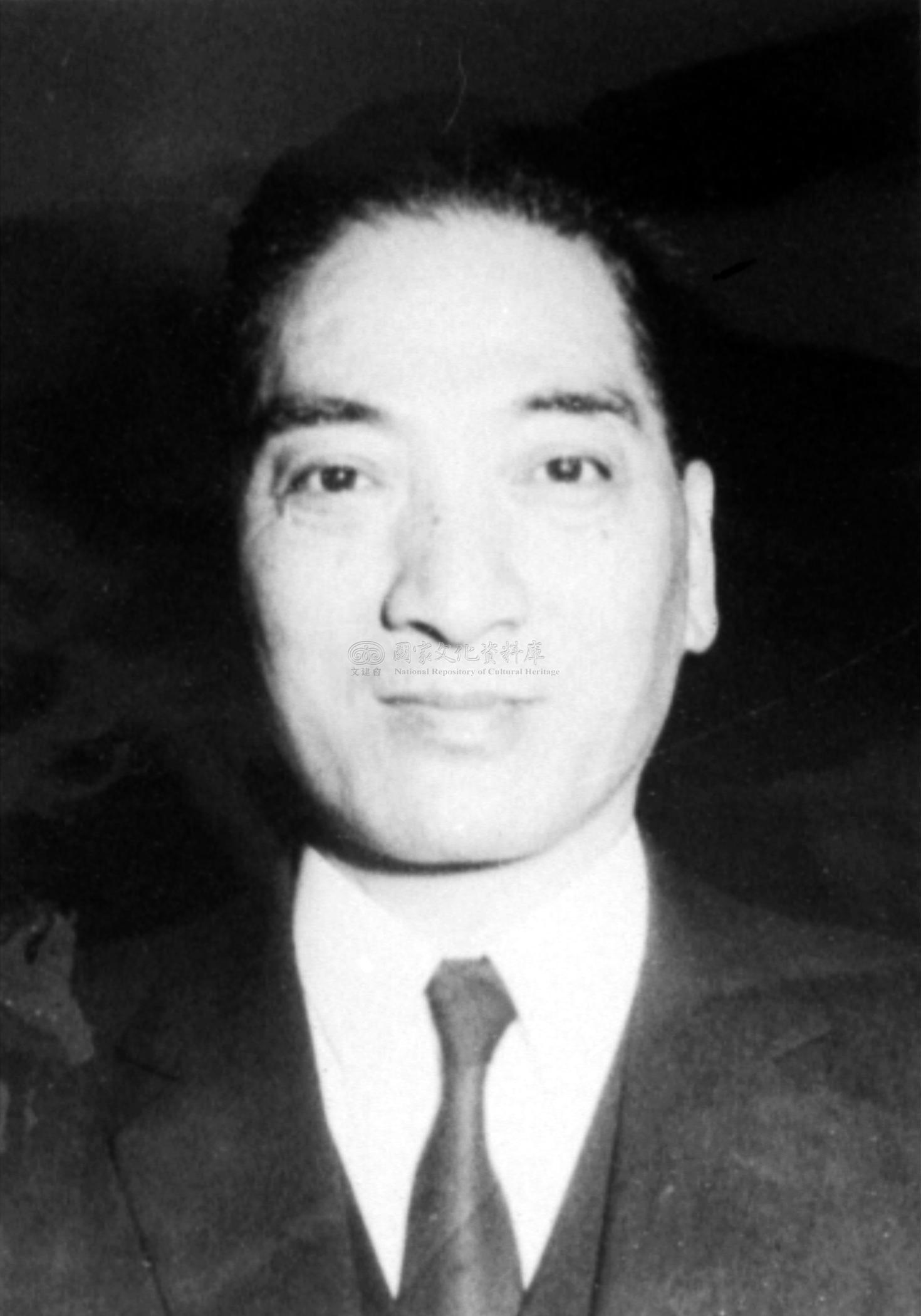
立法院院長：倪文亞
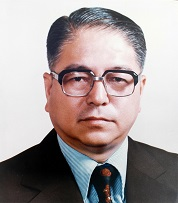
司法院院長：林洋港
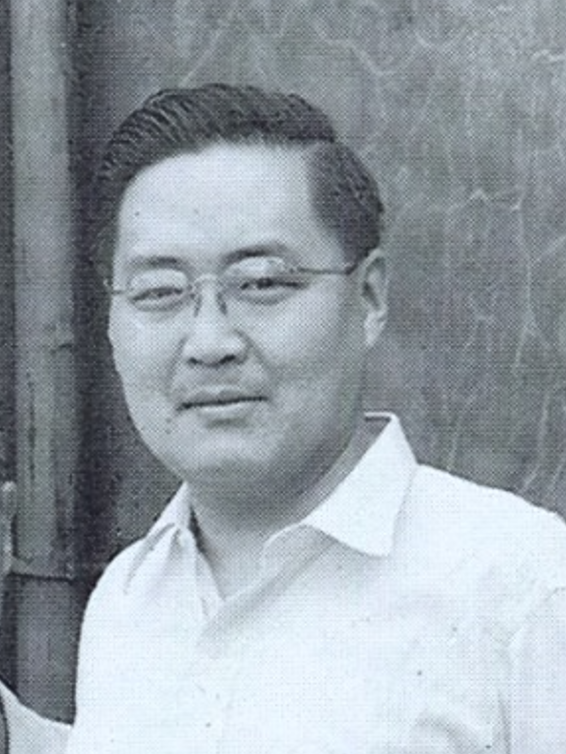
考試院院長：孔德成
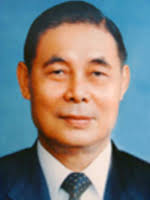
監察院院長：黃尊秋

### 省政府主席

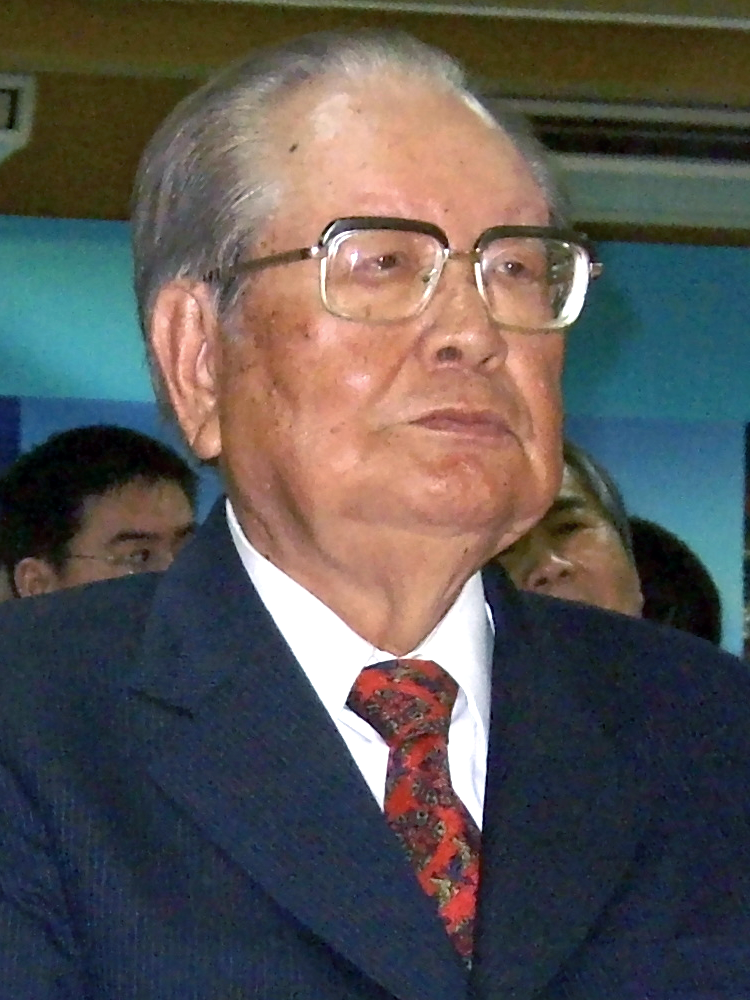
臺灣省政府主席：邱創煥
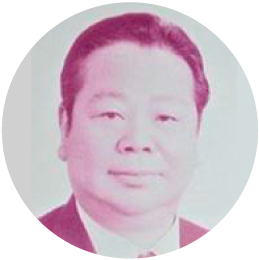
福建省政府主席：吳金贊

### 成員變動

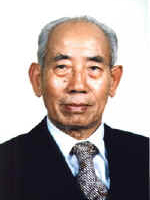
司法院院長：黃少谷（任期屆滿）
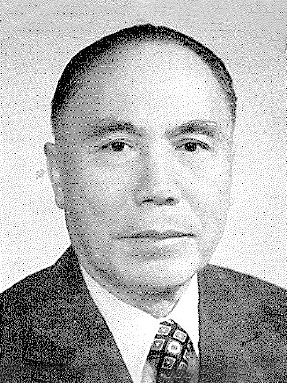
監察院院長：余俊賢（任期屆滿）

## 大事記

### 3月
- 3月7日 - 小金門屠殺越南難民事件

### 6月
- 6月8日至6月12日 - 行政院院長俞國華伉儷訪問新加坡。[1]
- 6月12日——發生六一二事件。

### 7月
- 7月1日——「國立體育學院」正式成立。(今國立體育大學)
- 7月14日——總統蔣經國宣布台灣地區於7月15日零時起正式解除戒嚴。
- 7月15日——零時起，台灣地區正式解除戒嚴。

### 8月
- 8月1日——國立臺灣大學管理學院正式改制成立。
- 8月1日——內政部勞工司改制升格為中央行政層級的勞工部門「行政院勞工委員會」(今中華民國勞動部)。
- 8月22日——行政院衛生署環境保護局升格為「行政院環境保護署」

### 10月
- 10月23日——蓮娜颱風，屏東縣林邊鄉水利國小學生前往貓鼻頭公園郊遊，九名學生被瘋狗浪捲走，導致步道封閉多年[2]。

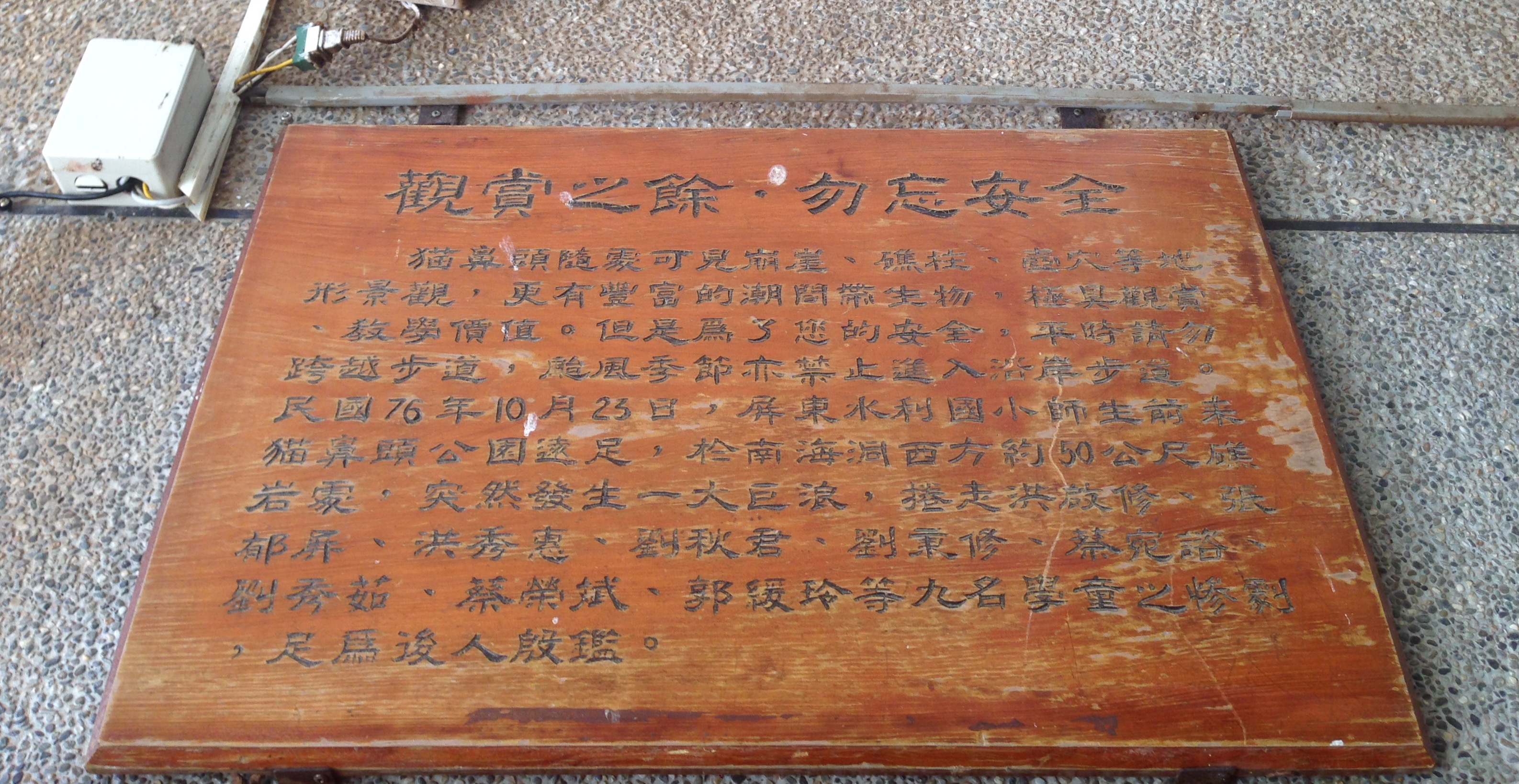
貓鼻頭公園告示牌，寫著在1987年10月23日有九名小學生被瘋狗浪捲走而溺死的事件。

### 11月
- 11月2日——政府有限度准许台灣民众回大陸探亲。
- 11月4日——臺北永和地區，三隻遊蕩犬集體攻擊2歲林姓男幼童，該孩童遭開腸剖肚拖行於臺北街上，後送醫急救。該事件引發大眾輿論，促使動保法立法緣由主事件。

### 12月
- 12月19日——造成台灣漫畫界長達二十年壓迫的編印連環圖畫輔導辦法正式廢止。
- 12月21日——新竹市國小學生陸正遭綁架失蹤，遺體至今仍未尋獲。
- 12月25日——民進黨發起「1225全面國會改選運動」。臺北街頭群眾一度使自強號火車停駛；中山堂內總統蔣經國更首度遭到民進黨籍國代當面抗議。
- 12月27日——中華民國愛國獎券最後一期開獎。

## 出生
参见： 1987年出生
- 1月1日——林又立，演員、模特兒。
- 1月10日——
  - 彭旭維，演員。
  - 林昀希，演員。
- 1月15日——楊家正，電競選手。
- 1月17日——陽岱鋼，棒球選手，現效力於日本職棒中央聯盟讀賣巨人隊外野手。
- 1月20日——吳沛憶，政治人物。
- 1月23日——何凱成，企業家。
- 1月24日——
  - 黃甄妮，歌手、演員、主持人。
  - 林育品，歌手、演員、主持人、通告藝人。
- 1月26日——黃鈺文，主持人、氣象主播。
- 1月27日——黃丞芯，演員。
- 1月28日——
  - 蘇翊傑，籃球運動員。
  - 戴家瑞，排球運動員。
- 2月2日——
  - 錢俞安，演員。
  - 張博勝，籃球運動員。
  - 李洛洋，歌手、演員，是模范棒棒堂第六代成員之一。
- 2月3日——李孝祖，音樂製作人。
- 2月6日——劉方慈，新聞主播，是劉香慈之妹。
- 2月9日——
  - 黃俊欽，棒球選手。
  - 蕭秉治，歌手，是MP魔幻力量的前主唱。
- 2月11日——郭駿傑，棒球選手。
- 2月13日——趙杰，演員。
- 2月20日——
  - 沈威年，演員。
  - 張善傑，演員。
- 2月25日——買嘉瑞，棒球選手。
- 2月26日——曾允凡，配音員、新聞主播、影像旁白。
- 2月28日——林慧蓉，新聞主播。
- 3月2日——李弈逸，啦啦隊員，是Dragon Beauties成員之一。
- 3月4日——黃楷峻，足球運動員。
- 3月5日——韋禮安，歌手。
- 3月6日——簡嘉宏，籃球運動員。
- 3月7日——
  - 陳鈺君，籃球運動員。
  - 羅浩元，棒球選手。
- 3月8日——
  - 林志祥，棒球選手。
  - 林琨笙，棒球捕手。
  - 蔡佩玲，羽球選手。
- 3月11日——梁妍熙，歌手、導演、經紀人、女權運動人士，是梁心頤之姊。
- 3月12日——
  - 許書豪，歌手。
  - 陳曉歡，羽球選手。
- 3月13日——楊鎮，演員。
- 3月19日——
  - 鄭宜農，歌手、演員、作家。
  - 姚國禎，導演。
- 3月20日——李冠志，魔術師。
- 3月21日——姚忠琪，籃球運動員。
- 3月24日——艾怡良，歌手。
- 3月27日——
  - 陳毅維，足球運動員。
  - 陳盛宇，歌手。
- 3月28日——林家瑋，棒球選手。
- 3月29日——
  - 蔡佾霖，歷史學家。
  - 葉竹軒，棒球選手。
- 3月30日——蕭敬騰，歌手。
- 3月31日——
  - 陳信全，足球裁判。
  - 陳昭瑋，音樂家。
- 4月3日——廖文強，歌手。
- 4月4日——蔡明覺，棒球選手。
- 4月5日——林龍吟，導演。
- 4月6日——鄭人維，籃球運動員。
- 4月7日——王為，演員。
- 4月8日——梁文音，歌手、演員。
- 4月9日——陳零九，歌手、主持人，是五堅情成員之一。
- 4月10日——
  - 張榕容，演員、模特兒。
  - 黃翊祖，圍棋棋士。
- 4月13日——楊伊湄，記者。
- 4月14日——林珍羽，政治人物。
- 4月15日——
  - 謝和弦，歌手。
  - 黃裕翔，演員、鋼琴家。
- 4月16日——林欣甫，歌手。
- 4月17日——康禎庭，歌手。
- 4月23日——理科太太，YouTube網紅。
- 4月29日——江語晨，歌手、演員。
- 4月30日——林坤毅，魔術師。
- 5月2日——陽詠存，演員、模特兒。
- 5月5日——
  - 莫允雯，演員、模特兒。
  - 劉明峰，歌手、演員。
  - 江天霖，鋼琴家。
  - 王岳豐，演員。
- 5月8日——陳泓維，政治人物。
- 5月12日——林大涵，企業家。
- 5月13日——傅孟柏，演員。
- 5月14日——孫自佑，歌手、演員。
- 5月15日——張志豪，棒球選手。
- 5月18日——呂欣晏，演員、模特兒。
- 5月20日——
  - 郭亞棠，演員、主持人。
  - 鄭承浩，棒球選手。
- 5月22日——林佳諭，環保運動人士。
- 5月23日——昌璟翔，歌手、演員、主持人，是自由發揮成員之一。
- 5月25日——王思平，演員、模特兒。
- 5月26日——劉雨柔，演員、通告藝人。
- 5月29日——林子豪，歌手、舞者，是模范棒棒堂第二代成員之一。
- 6月1日——蔡璟豪，棒球選手。
- 6月2日——陳漢玲，漫畫家。
- 6月4日——簡妤芯，啦啦隊員，是Fubon Angels成員之一。
- 6月6日——于浩威，歌手、演員。
- 6月16日——
  - 李相林，演員。
  - 王韋仁，棒球選手。
- 6月19日——黃薇渟，演員。
- 6月20日——鄧福如，歌手。
- 6月21日——曾可妡，自由車選手。
- 6月27日——廖泰翔，政治人物。
- 7月1日——
  - 林宥嘉，歌手。
  - 吳欣岱，醫師。
- 7月6日——張心傑，歌手。
- 7月8日——陳柏丞，棒球選手。
- 7月11日——
  - 王文堂，田徑運動員。
  - 連珮貝，新聞主播。
- 7月12日——林佑軒，旅法作家。
- 7月13日——許娸雯，新聞主播。
- 7月15日——千苡桐，演員。
- 7月16日——劉書宏，演員、主持人。
- 7月17日——邱子瑍，主持人，是MOMO家族成員之一。
- 7月20日——
  - 范乙霏，演員、主持人。
  - 朱培滋，新聞主播。
- 7月21日——林道遠，歌手、演員。
- 7月23日——黃佳明，棒球選手。
- 7月25日——朱芳君，新聞主播。
- 7月28日——吳昇峰，棒球選手。
- 7月29日——胡振寰，超級偶像參賽者。
- 8月5日——嚴浩，演員。
- 8月6日——蕭宇奇，棒球選手。
- 8月10日——劉紀範，演員。
- 8月11日——
  - 周定緯，歌手。
  - 趙逸嵐，演員。
- 8月12日——林柏妤，演員、主持人。
- 8月13日——楊富閔，作家。
- 8月16日——葉秉桓，歌手。
- 8月19日——張耿維，棒球選手。
- 8月23日——蔡頤榛，演員、主持人，是蔡函岑之妹。
- 8月27日——
  - 林曜晟，演員。
  - 蔡森夫，旅日棒球選手。
- 8月30日——葉瑋庭，歌手、演員。
- 8月31日——
  - 易楚寰，網球選手。
  - 王湘嵐，棒球選手。
- 9月1日——王炳忠，政治評論家，曾任新黨青年委員會委員及召集人。
- 9月9日——賴柏承，魔術師。
- 9月11日——王家梁，演員。
- 9月14日——邱子愷，棒球選手。
- 9月17日——
  - 許富凱，歌手。
  - 楊可涵，演員。
- 9月24日——葉芷娟，新聞主播。
- 9月20日——曾瑋中，歌手。
- 9月22日——吳志慶，諧星、演員、主持人。
- 9月23日——張吉吟，保險業務員，因受訪時說「颱風天就是要泛舟啊，不然要幹嘛？」這句而爆紅。
- 9月24日——
  - 張寧，新聞主播。
  - 葉芷娟，新聞主播。
- 9月26日——蘇冠人，作詞家。
- 9月27日——林佳慧，桌球選手。
- 9月28日——王湘惠，足球運動員。
- 9月29日——
  - 黃凡珊，籃球運動員。
  - 蘇宥蓉，歌手。
- 9月30日——
  - 陳昱榕，歌手。
  - 林正益，足球運動員。
  - 楊金桂，游泳選手。
- 10月1日——曾琮萱，棒球教練。
- 10月2日——苗博雅，政治人物。
- 10月4日——
  - 戴宏旭，足球運動員。
  - 周資華，籃球運動員。
- 10月6日——
  - 魏瑊，作家、主持人、模特兒。
  - 達伶，演員、主持人，是MOMO家族成員之一。
- 10月9日——
  - 洪棠，演員、主持人、模特兒。
  - 劉馨尹，桌球選手。
- 10月10日——廖文揚，棒球選手。
- 10月12日——唐肇廷，棒球選手。
- 10月13日——
  - 盧曉晴，高爾夫球員。
  - 李宗霖，政治人物。
- 10月14日——黃士修，廣播主持人、政治評論家。
- 10月16日——李柏翰，醫師、魔術師。
- 10月19日——
  - 陳威翰，演員。
  - 楚翔，演員、主持人。
  - 李居冠，棒球選手。
- 10月20日——
  - 黃中辰，棒球選手。
  - 何以奇，歌手、演員。
- 10月21日——江松霖，歌手。
- 10月22日——喻虹淵，演員。
- 10月23日——徐育澄，棒球選手。
- 10月26日——
  - 詹喬愉，登山家。
  - 黃聖盛，桌球選手。
- 10月27日——許文錚，棒球選手。
- 10月29日——周大觀，詩人。
- 10月30日——陳璽安，演員。
- 10月31日——
  - 張齡予，新聞主播。
  - 陳凱倫，棒球選手。
- 11月1日——管罄，歌手、演員。
- 11月2日——
  - 林瓊鶯，足球運動員。
  - 孫可芳，演員。
- 11月5日——
  - 林映唯，演員、模特兒。
  - 賴盈螢，演員。
- 11月6日——黃智培，棒球選手。
- 11月9日——張家瑋，演員、主持人。
- 11月10日——連郁婷，政治人物。
- 11月11日——王雅婷，超級偶像參賽者。
- 11月12日——李亞築，政治人物。
- 11月15日——蔡黃汝，歌手、演員、主持人。
- 11月18日——黃志祥，棒球選手。
- 11月20日——
  - 蔡亘晏，演員。
  - 陳匡怡，演員。
- 11月22日——
  - 張佳如，新聞主播。
  - 李程彬，演員。
- 11月25日——
  - 謝千鶴，田徑運動員。
  - 蔡克斯，幕僚、新聞工作者。
- 11月26日——孫其君，演員。
- 11月27日——
  - 謝長融，棒球選手。
  - 鄭可欣，配音員。
- 11月29日——吳百和，足球運動員。
- 12月2日——張伍，歌手。
- 12月4日——
  - 王蕾雅，新聞主播。
  - 羅能華，演員。
- 12月5日——舒偉傑，演員、導演。
- 12月9日——魏維，籃球教練。
- 12月11日——吳君豪，模特兒。
- 12月13日——邱品睿，棒球選手。
- 12月15日——李雨蓁，政治人物。
- 12月16日——盧劭禹，棒球選手。
- 12月18日——張容軒，籃球運動員。
- 12月19日——曾玟學，政治人物。
- 12月21日——馬湘瑩，記者。
- 12月24日——曾子益，演員。
- 12月25日——羅旺哲，政治人物。
- 12月29日——林岱縈，啦啦隊員，曾任Rakuten Girls副隊長。

## 逝世
- 2月23日——洪通，知名素人畫家。1970年代曾名噪一時。（1920出生）
- 10月21日——何應欽，中華民國陸軍一級上將，曾任國防部長、行政院長等職。